# Atrichornis rufescens
L'uccello dei cespugli rossiccio (Atrichornis rufescens Ramsay, 1867) è un uccello passeriforme della famiglia degli Atricornitidi.

## Etimologia
Il nome scientifico della specie, rufescens, deriva dal latino e significa "che tende al rosso", in riferimento alla colorazione di questi uccelli: il loro nome comune altro non è che la traduzione di quello scientifico.

## Descrizione

### Dimensioni
Misura 17–18,5 cm di lunghezza.

### Aspetto
Si tratta di uccelli dall'aspetto robusto, con grossa testa che sembra direttamente incassata nel corpo, becco conico lungo e appuntito, lunghe e poderose zampe, corte ali arrotondate e coda piuttosto lunga e rastremata.
Il piumaggio è di colore bruno scuro con sfumature rossicce (da cui derivano sia il nome comune) su fronte, vertice, nuca, dorso, ali e coda, con sottili strisce trasversali nere: il resto della testa, il petto, il ventre ed i fianchi sono di colore bruno-rossiccio più chiaro rispetto all'area dorsale, mentre la gola ed i lati del petto fino alla base dell'ala sono di colore biancastro ed il sottocoda è di color bruno-mattone.

Il dimorfismo sessuale è ben evidente anche se non estremo, con la femmina dal bianco golare più esteso, che comprende tutto il petto e la parte superiore del ventre.

## Biologia
Si tratta di uccelli diurni e solitari, che vivono in territori ben definiti e si rivelano estremamente timidi e difficili da avvistare, sebbene nei luoghi in cui essi sono diffusi non sia difficile sentirne i richiami, alti e melodiosi e spesso contenenti imitazioni dei versi di altri uccelli australiani. Le femmine sono state osservate raramente, e di esse è noto soltanto che emettono sommesse grida di richiamo, simili a degli squittii.

### Alimentazione
La dieta di questi uccelli è ancora poco conosciuta: sono stati osservati nutrirsi di piccoli coleotteri, lumache e delle loro uova, ma si pensa che essi si nutrano di una varietà di insetti ed altri piccoli invertebrati rinvenuti al suolo, oltre che di bacche, frutti e granaglie.

### Riproduzione
Si conosce molto poco circa la riproduzione di questi uccelli, che parrebbe avvenire fra settembre e novembre: molto verosimilmente, essa non differisce in maniera significativa per modalità e tempistica da quanto osservabile nell'affine e congenere uccello dei cespugli chiassoso.

## Distribuzione e habitat
L'uccello dei cespugli rossiccio è endemico dell'Australia, della quale occupa una sottile e frammentaria fascia pedemontana costituita dalle pendici orientali della Grande Catena Divisoria fra il Queensland sud-orientale ed il Nuovo Galles del Sud nord-orientale.
L'habitat di questi uccelli è rappresentato dalla foresta umida temperata e subtropicale al di sopra dei 600 m di quota, con denso e impenetrabile sottobosco e spessa copertura di materiale vegetale marcescente al suolo.

## Tassonomia
L'uccello dei cespugli rossiccio rappresenta un caso curioso di specie descritta scientificamente in maniera ufficiosa su un giornale locale prima della sua descrizione scientifica ufficiale mediante pubblicazione.
 
Se ne riconoscono due sottospecie:
- Atrichornis rufescens rufescens Ramsay, 1867 - la sottospecie nominale, diffusa nella porzione settentrionale dell'areale occupato dalla specie;
- Atrichornis rufescens ferrieri Schodde & Mason, 1999 - diffusa nella porzione meridionale dell'areale occupato dalla specie;

alcuni autori riconoscerebbero inoltre le sottospecie jacksoni dell'estremo sud del Queensland e tweedi del confine nord-orientale del Nuovo Galles del Sud, ma ambedue le popolazioni non paiono mostrare differenze dalla sottospecie nominale, con la quale vengono sinonimizzate.

## Conservazione
Considerato prossimo all'estinzione fino agli anni '50, L'uccello dei cespugli rossiccio ha visto nuovamente il suo stato di conservazione deteriorarsi rapidamente durante gli ultimi anni: classificato dall'IUCN come prossima alla minaccia (NT) fino al 2004, in quell'anno il suo status venne corretto in Vulnerabile (VU), fino a divenire In pericolo (EN) nel 2012: attualmente il numero di questi uccelli è stimato in circa 12.000 coppie.
Fra le minacce più gravi per la sopravvivenza di questa specie vi sono sicuramente l'esiguità e la frammentarietà dell'areale di diffusione, l'alterazione dell'habitat (nello scegliere il quale questi uccelli sono particolarmente esigenti) e la predazione da parte dei carnivori introdotti.